# Wim Jansen
Wilhelmus Marinus Anthonius Jansen (28. října 1946, Rotterdam – 25. ledna 2022) byl nizozemský fotbalista. Nastupoval na pozici defenzivního záložníka nebo obránce. Zemřel 25. ledna 2022 ve věku 75 let na demenci.
S nizozemskou reprezentací získal dvě stříbrné medaile na mistrovství světa, v letech 1974 a 1978. Na mistrovství Evropy 1976 získal bronz. Celkem za národní mužstvo odehrál 65 zápasů, v nichž vstřelil 1 gól.
Byl členem slavného mužstva Feyenoordu Rotterdam konce 60. a začátku 70. let. Vyhrál s Feyenoordem Pohár mistrů evropských zemí 1969/70 a Pohár UEFA 1973/74. Třikrát se s ním stal mistrem Nizozemska (1968/69, 1970/71, 1973/74) a jednou získal nizozemský pohár (1968/69). Na závěr kariéry přestoupil do konkurenčního Ajaxu Amsterdam a s ním vyhrál také jeden mistrovský titul (1981/82)

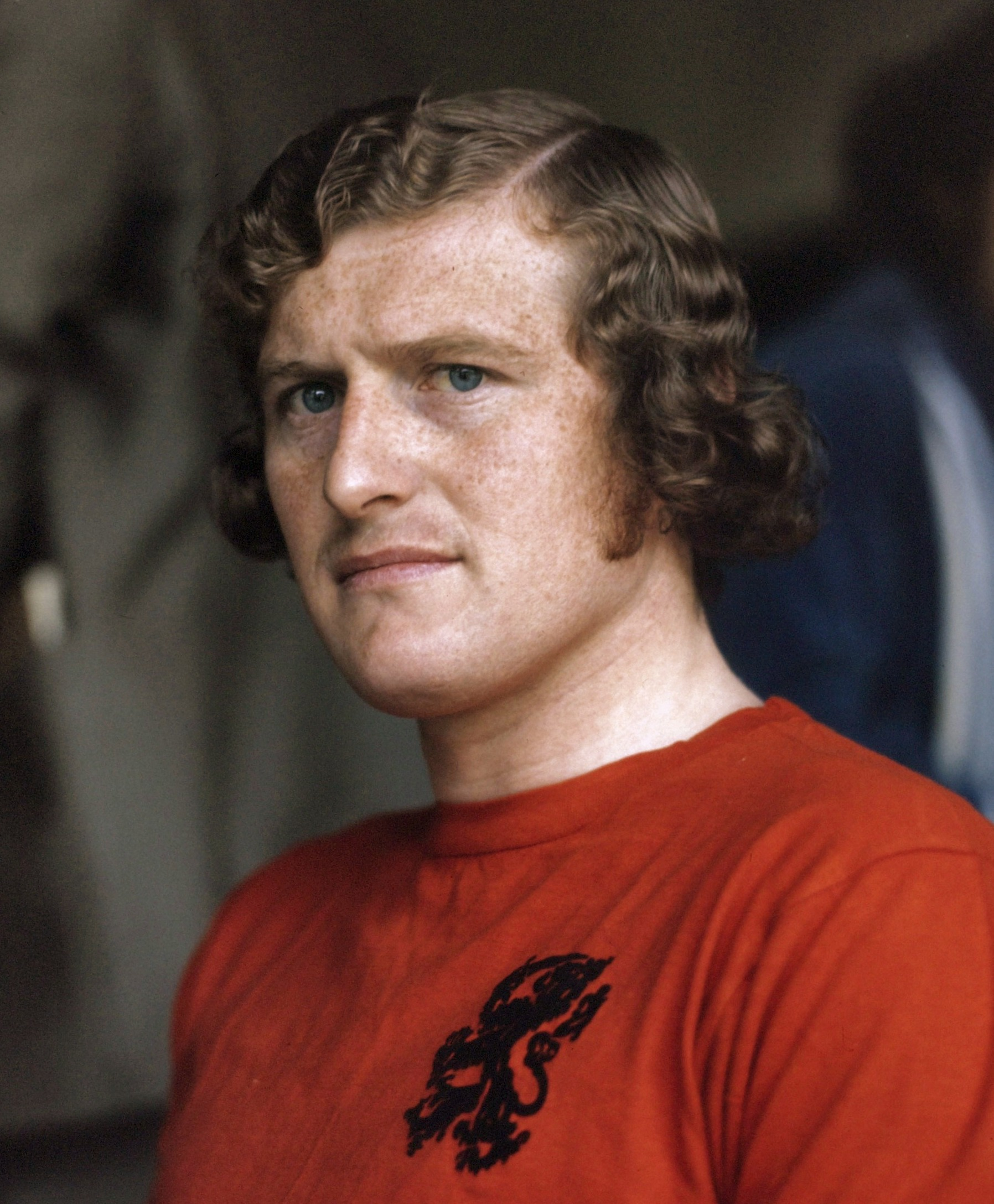
Wim Jansen

Později působil jako trenér, největších úspěchů dosáhl s Feyenoordem (1990–1993), s nímž získal dvakrát domácí pohár (1990/91, 1991/92), a se skotským Celticem Glasgow (1997–1998), s nímž vyhrál titul (1997/98), navíc byl roku 1998 vyhlášen trenérem roku ve Skotsku (v anketě SFWA).